# 新庄城 (越中国)
新庄城（しんじょうじょう）は、新庄城は、越中国新川郡新庄（現在の富山市新庄町）にあった日本の城。富山市街地の東約4km、新庄町1丁目地内の新庄小学校の場所にあった。城は、北陸街道沿いの富山と水橋の中間地点、北の東岩瀬や東の大岩、南の上滝・笹津など各方面へ向かう道筋が分岐する交通の要衝に位置した平城だった。

## 概要
新庄城跡は、常願寺川中流左岸に位置し、標高13～14ｍの微高地上に立地する。 富山から水橋へ抜ける旧北陸街道沿いという交通の要衝に作られた戦国の平城として知られる。越後上杉氏が越中支配のため戦略上の拠点とした重要な城である。江戸時代の記録によれば、城の規模は、本丸が東西75～78 間（約 137～ 142ｍ ）、南北52～70間（約95～127m)、二の丸が30 間（約55ｍ) 四方 、堀幅6間（約11ｍ）と記されている。

## 歴史

### 永正
- 1520年　上杉方の長尾為景が父長尾能景の仇である越中守護代神保慶宗や一向一揆衆と戦った際に陣城を築いた[1]上で対戦し神保氏が敗れる（新庄城の戦い）

### 天文
～1550年　天文年間に三輪氏が築城し代々居住する。（神保・椎名と争う)
- 1550年　三輪飛弾守没落し、椎名方大村城主田轡備後守が新庄城城主となる。その後井上肥後守に城を譲る。

### 元亀
- 1571年　新庄城、上杉方に攻められ落城。井上肥後守が敗走。
- 1572年　上杉軍は、新庄城に陣し太田保内を攻めた井上軍を破る。上杉謙信、新庄城に陣し、一向一様勢の拠る富山城を攻め落城させる（尻垂坂の合戦）。飛騨の将江馬輝盛が来陣し、上杉謙信に面謁する。

### 天正
- 1578年　織田方の斎藤利治が越中に侵攻し、新庄村の地蔵堂坂口に至ったため、上杉方の兵が新庄城より出撃し戦う（地蔵堂東坂口の合戦）。その後上杉方の軍を破る（月岡野の戦い）
- 1580年　織田方の神保長住、新庄城を攻め、金山城下に到着。以降、魚津城や松倉城など上杉方の城に対する攻撃拠点となる[6]。
- 1581年　上杉方の松倉城主河田豊前守と富山城主佐々成政が荒川の河原で戦う（荒川の合戦）
- 1583年　土肥政繁の将、杵屋平左衛門に襲われ落城。
- 1585年　富山の役で成政が豊臣軍に降伏。前田利家の嫡子・利長が越中国の4郡のうち砺波・射水・婦負の3郡を与えられる。
- 1595年　蒲生騒動により、残る新川郡も前田利長に加増。青山氏が上杉家の越中衆から城を受け取る。

### 元和
- 1615年　一国一城令により廃城となる。前田利常が城跡に御陣屋をつくる。のちに加賀藩の作食御蔵も設置された[3]。

## 近現代
- 1895年 城跡に新庄尋常高等小学校（現・富山市立新庄小学校）が建設される[6]。遺構は小学校の造成、拡張の際に削平されたと考えられる[7]。

## 発掘調査

### 発掘の経緯
2013年（平成25年）、新庄小学校体育館改築工事に先立つ発掘調査において、校舎・体育館の下に城跡が確認された。さらに、それ以前に飛鳥・白鳳時代や平安時代の集落跡、室町時代の館跡も存在していることがわかり、古くからここに人々が暮らしていたことが明らかになった。

### 遺物
- 須恵器
- 古代土師器
- 黒色土器
- 中世土師器
- 古瀬戸・瀬戸美濃
- 中国製磁器
- 珠洲
- 越前

- 土製品
- 金属製品
- 石製品
- 土師器
- 国産陶器
- 近世陶磁器
- 木製品